# Vlag van Nieuwerkerk aan den IJssel

Vlag van de gemeente Nieuwerkerk aan den IJssel
(1970-2010)

De vlag van Nieuwerkerk aan den IJssel is op 25 augustus 1970 bij raadsbesluit vastgesteld als de gemeentevlag van de Zuid-Hollandse gemeente Nieuwerkerk aan den IJssel. De vlag kan als volgt worden beschreven:
Drie twaalf maal golvende banen van wit en blauw, met een hoogteverhouding van 5:2:3, met op de blauwe baan een witte golvende lijn ter hoogte van 9/20 van de vlaghoogte en met een dikte van 1/50 van de vlaghoogte; over het geheel een verticale witte baan van 1/6 tot 1/2 van de vlaglengte; hierin ter halver hoogte een rode klimmende leeuw met een hoogte van de helft van de vlaghoogte.
De vlag is gebaseerd op het gemeentewapen, waarvan het beeld voor de blauwe baan is geplaatst. Deze baan verbeeldt de Hollandse IJssel.
Op 1 januari 2010 is de gemeente samen met Moordrecht en Zevenhuizen-Moerkapelle opgegaan in de gemeente Zuidplas. De vlag is hierdoor als gemeentevlag komen te vervallen.  

## Verwante afbeelding

Het wapen van Nieuwerkerk aan den IJssel

Alkemade 
· Ameide 
· Ammerstol 
· Arkel 
· Asperen 
· Benthuizen 
· Bergambacht 
· Bergschenhoek 
· Berkel en Rodenrijs 
· Bernisse 
· Binnenmaas 
· Bleiswijk 
· Bleskensgraaf en Hofwegen
· Bodegraven 
· Boskoop
· Brielle 
· Cromstrijen 
· De Lier 
· Delfshaven 
· Dirksland 
· Everdingen 
· Geervliet 
· Giessenburg 
· Giessenlanden
· Goedereede 
· Goudswaard 
· Graafstroom 
· 's-Gravendeel 
· 's-Gravenzande 
· Groot-Ammers
· Hagestein 
· Haastrecht 
· Hazerswoude 
· Heenvliet 
· Heerjansdam 
· Hei- en Boeicop
· Heinenoord
· Hellevoetsluis 
· Hillegersberg
· Jacobswoude
· Kamerik
· Korendijk
· Koudekerk aan den Rijn
· Krimpen aan de Lek
· Langerak
· Leerdam
· Leidschendam
· Leimuiden
· Lexmond
· Liemeer
· Liesveld
· Maasland
· Middelharnis
· Mijnsheerenland
· Moerhuizen
· Moerkapelle
· Molenwaard
· Monster
· Moordrecht
· Naaldwijk
· Nederlek
· Nieuw-Beijerland
· Nieuwerkerk aan den IJssel
· Nieuw-Lekkerland
· Nieuwpoort
· Nieuwveen
· Noordwijkerhout
· Nootdorp
· Numansdorp
· Oostflakkee
· Oostvoorne
· Oud-Alblas
· Oud-Beijerland 
· Oude-Tonge 
· Oudenhoorn 
· Ouderkerk 
· Ouderkerk aan den IJssel
· Overschie
· Piershil 
· Pijnacker 
· Poortugaal 
· Puttershoek 
· Reeuwijk 
· Rhoon 
· Rijnsaterwoude 
· Rijnsburg 
· Rijnwoude 
· Rockanje 
· Rozenburg 
· Sassenheim 
· Schelluinen 
· Schipluiden 
· Schoonhoven 
· Schoonrewoerd 
· Sommelsdijk 
· Spijkenisse 
· Streefkerk 
· Strijen 
· Ter Aar 
· Valkenburg 
· Vianen 
· Vierpolders 
· Vlist 
· Voorburg 
· Voorhout 
· Warmond 
· Wateringen 
· Westmaas 
· Westvoorne 
· Woerden 
· Woubrugge 
· Zederik 
· Zevenhoven 
· Zevenhuizen 
· Zevenhuizen-Moerkapelle 
· Zuid-Beijerland 
· Zuidland 
· Zwammerdam 
· Zwartewaal